# Liste der Baudenkmäler in Julbach (Inntal)
Auf dieser Seite sind die Baudenkmäler in der niederbayerischen Gemeinde Julbach zusammengestellt. Diese Tabelle ist eine Teilliste der Liste der Baudenkmäler in Bayern. Grundlage ist die Bayerische Denkmalliste, die auf Basis des Bayerischen Denkmalschutzgesetzes vom 1. Oktober 1973 erstmals erstellt wurde und seither durch das Bayerische Landesamt für Denkmalpflege geführt wird. Die folgenden Angaben ersetzen nicht die rechtsverbindliche Auskunft der Denkmalschutzbehörde.

## Baudenkmäler nach Ortsteilen

### Julbach
| Lage                          | Objekt                                   | Beschreibung | Akten-Nr.             | Bild           |
| ----------------------------- | ---------------------------------------- | --- | --------------------- | -------------- |
| Kirchenplatz 2 (Standort)     | Katholische Pfarrkirche St. Bartholomäus | einschiffiger spätgotischer Tuffsteinquaderbau mit Turm südlich des Chors, südseitig verputztes Ziegelmauerwerk, erbaut 1484, Sakristei 1876; mit Ausstattung; Friedhofsummauerung, Tuffsteinmauerwerk, 17./18. Jahrhundert | D-2-77-127-1 Wikidata | weitere Bilder |
| Schloßbergstraße 5 (Standort) | Kleinbauernhaus                          | Mitterstallbau, zweigeschossig mit verputztem Blockbau und flach geneigtem Satteldach, 17./18. Jahrhundert | D-2-77-127-3 Wikidata | BW             |

### Bruckmühl
| Lage                                | Objekt    | Beschreibung | Akten-Nr.              | Bild |
| ----------------------------------- | --------- | --- | ---------------------- | ---- |
| Bruckmühl 1; Bruckmühl 4 (Standort) | Wirtshaus | zweigeschossiger Satteldachbau mit Fassadenmalerei, Mitte 19. Jahrhundert; zugehörig ehem. Gesindehaus der Bruckmühle, zweigeschossiger Satteldachbau, Mitte 19. Jahrhundert, Ergänzungen der 1920er Jahre; Kegelbahn, Holzbau, um 1920 | D-2-77-127-10 Wikidata | BW   |
| In Bruckmühl (Standort)             | Kapelle   | hoher nachklassizistischer Satteldachbau mit Dachreiter und halbrundem Schluss, bez. 1903; mit Ausstattung | D-2-77-127-4 Wikidata  | BW   |

### Hart
| Lage               | Objekt     | Beschreibung                                           | Akten-Nr.             | Bild       |
| ------------------ | ---------- | ------------------------------------------------------ | --------------------- | ---------- |
| Hart 65 (Standort) | Wegkapelle | neugotischer Satteldachbau, bez. 1859, mit Ausstattung | D-2-77-127-6 Wikidata | Wegkapelle |

### Leimgrub
| Lage                  | Objekt      | Beschreibung | Akten-Nr.             | Bild |
| --------------------- | ----------- | --- | --------------------- | ---- |
| Leimgrub 1 (Standort) | Vierseithof | im Kern wohl 17. Jahrhundert; Wohnstallhaus, zweigeschossiger Satteldachbau mit Traufschrot, um 1900; Stallstadel, gemauertes Erdgeschoss, Obergeschoss verbrettert, 2. Hälfte 19. Jahrhundert; Stadel, eintennig mit Bundwerk, 1. Hälfte 19. Jahrhundert; Remise mit Traidkasten, Traufschrot, Bundwerk, profilierte Sattelhölzer, 1. Hälfte 19. Jahrhundert | D-2-77-127-8 Wikidata | BW   |

### Mehlmäusl
| Lage                   | Objekt                 | Beschreibung | Akten-Nr.             | Bild |
| ---------------------- | ---------------------- | --- | --------------------- | ---- |
| Mehlmäusl 7 (Standort) | Rottaler Wohnstallhaus | mit Blockbau-Obergeschoss und Giebelschroten, im Kern Ende 18. Jahrhundert, flach geneigtes Satteldach erneuert | D-2-77-127-5 Wikidata | BW   |

### Untertürken
| Lage                      | Objekt                      | Beschreibung                                                             | Akten-Nr.             | Bild |
| ------------------------- | --------------------------- | ------------------------------------------------------------------------ | --------------------- | ---- |
| In Untertürken (Standort) | Gefallenengedächtniskapelle | Satteldachbau mit Gedenktafeln und Zwiebelhaubendachreiter, bez. 1947/48 | D-2-77-127-9 Wikidata | BW   |